# Bricia
Bricia es una localidad situada en la provincia de Burgos, comunidad autónoma de Castilla y León (España), comarca de Las Merindades, partido judicial de Villarcayo, ayuntamiento de Alfoz de Bricia.

## Geografía
Situado en el norte de la provincia lindando con  el Alfoz de Santa Gadea y los valles de Valderredible,  Valdebezana, Zamanzas, Manzanedo, y de Sedano,  2 km al este de la capital del municipio Barrio, 33 de Sedano, su antigua cabeza de partido, y 78 de Burgos. A 800 m s. n. m.

### Comunicaciones
A 800 metros de la carretera   N-623   donde circulan las líneas de autobuses Burgos-Santander y Burgos-Arija.

## Demografía
En el censo de 1950 contaba con  160 habitantes, reducidos a 4 en el padrón municipal de 2015.

## Historia
A partir del año 860 queda bajo el señorío del conde Rodrigo formando parte del Condado de Castilla, zona fronteriza erizada de fortalezas que protegía la entrada de los invasores sarracenos.
Lugar, en el Alfoz de Bricia perteneciente al  Bastón de Laredo, jurisdicción de señorío ejercida por el Marqués de Aguilar, quien nombraba su regidor pedáneo.
A la caída del Antiguo Régimen queda agregado al ayuntamiento constitucional de Alfoz de Bricia, en el partido de Sedano perteneciente a la región de Castilla la Vieja.
Aparentemente de Bricia, procede el apellido Briceño.

## Parroquia
Iglesia católica de  San Julián y Santa Basilisa , dependiente de la parroquia de Cilleruelo de Bezana en el Arciprestazgo de Merindades de Castilla la Vieja, diócesis de Burgos.